# Setge d'Oriola (1359)
El Setge d'Oriola de 1359 fou un dels episodis de la Guerra dels dos Peres.

## Antecedents
A final de febrer de 1357, l'infant Ferran d'Aragó i de Castella va prendre la vila de Jumella, i les tropes aragoneses es van refugiar al castell. Hi foren assetjades i es van rendir per fam el 18 de maig. Amb l'amenaça castellana a Saragossa, a instàncies del cardenal Guillaume de la Jugie, llegat del Papa Innocenci VI, es va signar el 8 de maig entre ambdós reis una treva d'un any, i la notícia no va arribar a Jumella fins al 22 de maig, quan aquesta ja havia caigut en mans castellanes. Pere el Cerimoniós trencà la treva l'agost recuperant Tarassona. El Cruel preparà una flota a Sevilla amb la intenció de destruir el poder marítim català, però un temporal destruí la flota invasora, i el Cruel hagué de retirar-se per terra.

## El setge
Els primers mesos de 1359 se succeïren diverses accions a Oriola i la Vall d'Elda, amb dues incursions de Fernando Enríquez i Alvar Pérez de Guzmán, que foren rebutjades, contestades amb una incursió de Pero Maça de Liçana, capità de la frontera, Ramon de Rocafull, i Joan Ximenis de Perecinsa, batlle general dellà Xixona, que fou derrotat uns mesos més tard en una incursió castellana, tot i que Oriola no va canviar de mans.

## Conseqüències
El rei de Castella preparà una nova flota a Sevilla, i l'any següent, els castellans van reeixir prendre Guardamar, en una expedició que pretengué destruir el poder marítim català, amb el suport de l'Emirat de Gharnata, la República de Gènova i el Regne de Portugal L'estol va desembarcar a la ciutat de València, defensada per Ramon Berenguer I d'Empúries, on la guarnició no va presentar batalla, i va reembarcar per combatre a les costes catalanes, on tot i l'intent de mediació de Guiu de Boulogne va ser derrotat en la Batalla naval de Barcelona, fracassà en el seu intent de prendre Eivissa i va significar el definitiu domini mediterrani dels catalans.